# 左紹佐
左紹佐，湖北省德安府應山縣人，清朝政治人物、進士出身。
光緒六年（1880年），参加庚辰科殿試，登進士二甲第48名。同年五月，改翰林院庶吉士。光緒九年四月，散館，著以部属用，升任刑部郎中，后改給事中，軍機章京，監察御史，廣東南韶連兵備道兼管水利事。著有《蘊真堂集》、《延齡秘錄》、《竹笏齋詞鈔》、《竹笏日記》。